# Luis Vermell Busquets
Luis Vermell Busquets (San Cugat del Vallés, 10 de noviembre de 1814 - Oporto, 5 de mayo de 1881) fue un escultor y pintor catalán, especializado en retratos y miniaturas, cuya vida estuvo marcada por continuos viajes y por una intensa producción artística.

## Biografía
Hijo de una familia distinguida, quedó huérfano en la infancia y vivió en la miseria, siendo acogido en la Casa de la Caridad de Barcelona y hospitalizado en varias ocasiones. Estudió unos años en el Seminario de Barcelona, pero abandonó la carrera eclesiástica para dedicarse al dibujo y la escultura en los talleres de José Pagés, Andrés Serrat y Nicolás Malagarriga. Más tarde fue discípulo de Claudio Lorenzale en la Escuela de Bellas Artes de Barcelona.
De carácter inquieto y viajero, conocido por el apodo el Pelegrí, dejó un curioso diario donde relató sus múltiples andanzas, documento valioso para conocer la sociedad de su tiempo. En 1834 se trasladó a Roma, donde abrió taller en el Corso y realizó esculturas para la basílica de San Pablo. Posteriormente vivió en Nápoles y Florencia, regresando a Barcelona en 1842. Allí se dio a conocer como retratista en miniatura sobre marfil, cobre y pergamino, llegando a realizar cerca de mil piezas. Entre sus obras destacan un Cristo en la agonía para el embajador de México, un Jesús en la cruz para el príncipe Torlonia, un Jesús en el pesebre para Cheney y una Santa Filomena para el obispo de Cuenca. También la reina María Cristina le encargó una copia en marfil del Moisés de Miguel Ángel.
Vermell reprodujo numerosas esculturas del Renacimiento florentino, pero nunca abandonó la penuria económica. Entre 1842 y 1844 pintó alrededor de 200 retratos en localidades como Granollers, Tarrasa y Sabadell. Esculpió para la iglesia de Santa María de Mataró una Virgen de los Dolores de tamaño natural, influida por Miguel Ángel. En Barcelona proyectó su casa en Gracia, a la que llamó «el palacio de la Miseria», con una fachada de estilo egipcio que nunca se completó.
Entre 1844 y 1856 residió en varias ciudades catalanas, sumando más de 500 retratos, y en Barcelona abrió un taller en la calle Canuda, donde produjo grupos escultóricos como Amparo de la juventud y Refugio de pecadores, así como imágenes religiosas para San Cugat del Vallès. Luego vivió en Madrid y París, regresando a España en 1858, año del que data un álbum con bocetos de sus retratos, importante testimonio histórico y etnográfico.
En 1867 residía en Pontevedra, donde realizó la actual imagen de la Virgen Peregrina, que preside el altar de la iglesia del mismo nombre, para reemplazar la primitiva imagen por su mal estado.
Su producción pictórica incluyó obras como La Fortuna, Los cinco sentidos, El castigo de los pecados capitales, La Aurora, La Soberbia, La Religión, La entrada de María en el Cielo y una Alegoría de la Historia, además de un retrato de Isabel II para el Museo de Cardona. Trabajó en mármol, bronce, marfil, piedra de Siena, hierro e incluso en bloques de sal. Fue amigo del músico y poeta Anselmo Clavé, a quien dedicó un complejo dibujo alegórico.
En 1895, su retrato fue incluido en la Galería de excursionistas célebres del Centre Excursionista de Cataluña, en reconocimiento a sus viajes y aportaciones al arte. Su obra se conserva en el Museo Nacional de Arte de Cataluña, el Museo de Tarrasa, el Museo de Historia de Barcelona, el Museo de Arte de Sabadell, el Museo del Diseño de Barcelona y el Museo del Prado, que guarda un cuaderno de retratos.